# Aurora Mikalsen
Aurora Watten Mikalsen (Kristiansund, 21 marzo 1996) è una calciatrice norvegese, portiere del Colonia e della nazionale norvegese.

## Carriera

### Nazionale
Nel 2022 è stata convocata nella rosa della nazionale norvegese per i campionati europei.

## Palmarès

### Club
- Campionato norvegese: 2

Sandviken: 2021
Brann: 2022

### Nazionale
- Algarve Cup: 1

2019